# 港鐵巴士K52綫
港鐵巴士K52綫是由港鐵巴士營運的屯馬綫接駁巴士路綫，來往悦湖山莊及龍鼓灘之間，為龍鼓灘和望后石一帶提供獨市的公共交通服務；亦為置樂花園一帶的市民提供來往屯門碼頭附近的服務。
港鐵巴士K52A綫是K52綫之全日服務特別線，來往屯門站及曾咀，為現時唯一常規服務曾咀的公共交通。
港鐵巴士K52P綫是K52綫之特別線，只於平日星期一至五上午繁忙時間由龍鼓灘單向開往屯門站，途經望后石、蝴蝶灣、屯門碼頭及屯門工業區，方便龍鼓灘一帶居民以較直接的途徑前往屯門碼頭。

## 路線歷史
本線前身為輕鐵接駁巴士路線520、輕鐵輔助巴士路線A51及A52。
520於1988年9月25日隨輕鐵通車而投入服務，初期來往屯門碼頭及龍鼓灘，及取代第一代專線小巴44號線（屯門市中心至龍鼓灘）。
後來A51於1989年11月27日投入服務，初期來往屯門碼頭及踏石角，只於繁忙時間服務，輔助520。1996年5月1日起，兩線的車費劃一為$3.5。
1999年5月1日，兩線合併成A52，路線更延長至屯門市中心，以節省資源及擴大服務範圍，因原有的520設有輕鐵轉乘優惠，為免影響乘客，故A52也保留了轉乘優惠，但方式跟其他輕鐵接駁巴士路線有異，就是只提供現金轉乘，在愈來愈多乘客使用八達通繳付交通費的大勢下，的確不太方便，這也是九鐵唯一設有輕鐵轉乘優惠的輔助巴士路線。
2003年12月19日，A52線改稱K52線，並延長至西鐵屯門站，方便乘客轉乘西鐵，而本綫的轉乘優惠方式也改為跟其他接駁巴士路線看齊，本綫也由輔助巴士路線升格為接駁巴士路線。
2021年7月26日起，K52S線投入服務，只於早上繁忙時間開出2班，沿K52線抵達龍門路近輕鐵蝴蝶站後，再依506線相約走線，以港鐵屯門站作終站，方便龍鼓灘村民以較快捷的途徑前往港鐵屯門站。
另一方面，屯門曾咀靈灰安置所首期（東翼）於2020年5月15日啟用，由於地處偏僻，沒有任何公共交通工具直達，初時食物環境衛生署每天提供數班免費穿梭巴士往返屯門站及曾咀靈灰安置所（班次約1小時一班，需預約），另外建議於清明及重陽節前後數星期，開辦三條特別巴士路線，分別由屯門站、屯門公路轉車站及青衣站（經屯門赤鱲角隧道公路）往返曾咀，前者編號為56S，由九巴營辦，於2020年重陽節投入服務。
然而，56S線只限春秋二祭期間的週末及假日提供服務，有屯門區議員向運輸署反映其他日子也有不少掃墓人士前往曾咀，大量車輛駛經附近路段導致交通擠塞，要求提供常規巴士服務，並建議K52延長至曾咀。港鐵代表表示與運輸署研究提供巴士服務至曾咀。2021年9月，運輸署諮詢屯門區議會就開辦新路綫的意見，並獲得屯門區議會支持。有關新路綫2021年9月25日投入服務，並獲獨立命名為K52A，同時取代原有往返屯門站及曾咀靈灰安置所的免費穿梭巴士服務。為疏導港鐵巴士506綫前往龍門路的乘客需求，2022年8月29日起，K52A線往曾咀方向在非曾咀交通管制期間加停輕鐵屯門站，K52S線則增設於星期一至五上午繁忙時間由屯門站開往龍鼓灘的服務，開出時間為07:25。
過往K52綫在龍鼓灘及屯門站之間繞經屯門碼頭與置樂花園，路程迂迴，不少乘客寧在蝴蝶站轉乘港鐵巴士506綫前往屯門站。為配合望后石發展，向龍鼓灘提供更便捷接駁屯馬綫的服務，港鐵於2023年建議K52綫改為來往悅湖山莊及龍鼓灘，由龍鼓灘開出抵達蝴蝶灣後，後依次途經散石灣、屯門工業區、港鐵屯門站、屯門市中心、置樂花園、三聖邨及湖景邨前往屯門碼頭，並同時取消K52S線。計劃期望加快乘客往返龍鼓灘與屯門站的車程，沿途也能輔助506綫。至於龍鼓灘往返屯門碼頭的車程遭大幅延長，港鐵會在早上新增兩班K52P綫服務，抵達蝴蝶站後繞經悅湖山莊及屯門碼頭，再返回龍門路前往屯門站。惟龍鼓灘不少居民習慣於屯門碼頭添置生活所需，也有學生於該區學校就讀，K52P綫未能完全滿足需求，引起爭議。相關安排於2024年2月4日起實施。

## 服務時間及班次
K52
| 悅湖山莊開       | 悅湖山莊開  | 悅湖山莊開   | 龍鼓灘開         | 龍鼓灘開    | 龍鼓灘開     |
| 日期             | 服務時間    | 班次（分鐘） | 日期             | 服務時間    | 班次（分鐘） |
| ---------------- | ----------- | ------------ | ---------------- | ----------- | ------------ |
| 星期一至六       | 06:00-23:40 | 9-20         | 星期一至六       | 06:00-23:40 | 9-20         |
| 星期日及公眾假期 | 06:00-23:40 | 13-20        | 星期日及公眾假期 | 06:00-23:40 | 13-20        |

K52P
| 龍鼓灘開   | 龍鼓灘開     |
| 日期       | 服務時間     |
| ---------- | ------------ |
| 星期一至五 | 07:15、07:30 |

星期六、日及公眾假期不設服務
K52A
| 屯門站開         | 屯門站開    | 屯門站開     | 曾咀開           | 曾咀開      | 曾咀開       |
| 日期             | 服務時間    | 班次（分鐘） | 日期             | 服務時間    | 班次（分鐘） |
| ---------------- | ----------- | ------------ | ---------------- | ----------- | ------------ |
| 星期一至五       | 08:00-17:00 | 60           | 星期一至五       | 09:00-18:00 | 60           |
| 星期六           | 08:00-15:00 | 30           | 星期六           | 09:00-16:00 | 30           |
| 星期六           | 15:00-17:00 | 60           | 星期六           | 16:00-18:00 | 60           |
| 星期日及公眾假期 | 08:00-10:00 | 30           | 星期日及公眾假期 | 09:00-11:00 | 30           |
| 星期日及公眾假期 | 10:00-15:00 | 20           | 星期日及公眾假期 | 11:00-16:00 | 20           |
| 星期日及公眾假期 | 15:00-17:00 | 60           | 星期日及公眾假期 | 15:00-18:00 | 60           |

- 港鐵亦會於清明節及重陽節前後期間的星期六、星期日及公眾假期視乎乘客需求而加密班次至每10-20分鐘一班，而頭班車往曾咀提早至07:00開出，尾班車往屯門站則延至19:00開出

## 收費
K52、K52P（龍鼓灘至屯門站）
| 標準車費              | 標準車費                                                  | 現金 | 八達通 |
| --------------------- | --------------------------------------------------------- | ---- | ------ |
| 成人                  | 成人                                                      | $5.1 | $5.1   |
| 特惠                  | 小童                                                      | $2.2 | $2.2   |
| 特惠                  | 長者（65歲或以上） 「殘疾人士身分」個人八達通（12歲以下） | $2.2 | $2.0   |
| 特惠                  | 「學生身分」個人八達通                                    | $5.1 | $2.2   |
| 特惠                  | 「殘疾人士身分」個人八達通（12-64歲）                     | $5.1 | $2.0   |
| 「樂悠咭」（60-64歲） |                                                           | $5.1 | $2.0   |

| - 3至11歲為小童；65歲或以上為長者。 - 乘客可以現金或八達通於上車時付款，不設找續。 - 合資格學生使用「學生身份」個人八達通繳付車資，可享有特惠車費優惠，費用相等於小童車費，如以現金繳付車費，則必須繳付成人車費。 - 65歲或以上長者使用「樂悠咭」，以及合資格殘疾人士（包括12歲以下合資格殘疾兒童）使用「殘疾人士身份」個人八達通（包括「樂悠咭」）繳付車資，可享有每程$2.0或特惠車費（以較低者為準）的票價優惠；65歲或以上長者如使用長者或一般個人八達通繳付車資，則只可享有相等於小童車費優惠；12至64歲殘疾人士如以現金繳付車費，則必須繳付成人車費。 - 60至64歲香港居民使用「樂悠咭」繳付車資，可享有每程$2.0或成人車費（以較低者為準）的票價優惠，如以現金繳付車費，則必須繳付成人車費。 - 持有全月通2（屯門—南昌）或全月通3（屯門—紅磡）之乘客在車票有效期內確認八達通乘搭本路綫，可獲免費。 - 持有屯門—南昌全日通、遊客全日通或港鐵認可之指定智能車票之乘客在車票有效期內確認有效車票，可獲免費乘搭本路綫。 - 所有港鐵車票（包括但不限於輕鐵車票、港鐵紀念車票及搭十送一車票等；不包括屯門—南昌全日通及指定日子使用的紀念車票），不會獲得免費轉乘優惠。 - 每位成人乘客可免費攜帶最多兩名3歲以下而不佔座位的兒童乘客乘車，超額之3歲以下小童必須繳付小童車費乘車。 - 港鐵公司職員及家屬（不包括外判職員）可免費乘搭本路綫，惟必須拍職員或職員家屬八達通。 - 使用八達通的乘客，於上車拍卡後一小時內轉乘港鐵重鐵網絡（機場快綫除外）／輕鐵，或於港鐵重鐵網絡（機場快綫除外）出閘／輕鐵出站後一小時內轉乘本綫，本路綫車資可獲減免。 - 如轉乘模式為輕鐵／港鐵巴士→港鐵（屯馬綫）→輕鐵／港鐵巴士，整個轉乘行程不可超過兩小時。 |

- 由K52綫於上車後1小時內轉乘506綫，或由上述路綫轉乘本路綫，可免收車資，優惠不適用於K52A及K52S綫。

K52A（曾咀至屯門站）
| 全程車費              | 全程車費                                                  | 現金  | 八達通 | 轉乘優惠 最高折扣額 |
| 成人                  | 成人                                                      | $10.1 | $10.1  | $5.1                |
| 特惠                  | 小童                                                      | $5.1  | $5.1   | $2.2                |
| 特惠                  | 長者（65歲或以上） 「殘疾人士身分」個人八達通（12歲以下） | $5.1  | $2.0   | 免費轉乘            |
| 特惠                  | 「學生身分」個人八達通                                    | $10.1 | $5.1   | $2.1                |
| 特惠                  | 「殘疾人士身分」個人八達通（12-64歲）                     | $10.1 | $2.0   | 免費轉乘            |
| 「樂悠咭」（60-64歲） |                                                           | $10.1 | $2.0   | 免費轉乘            |

| - 3至11歲為小童；65歲或以上為長者。 - 乘客可以現金或八達通於上車時付款，不設找續。 - 往曾咀方向，於曾咀靈灰安置所站下車，付款方式如下： - 使用八達通的乘客，需於上車時先收取前往龍鼓灘之分段收費，並於下車時將八達通再次確認一次設於巴士站的收費器，以完成全程車費交易； - 使用全月通2（屯門—南昌）、全月通3（屯門—紅磡）、屯門—南昌全日通、遊客全日通、遊客過境旅遊票或港鐵認可之指定智能車票的乘客，需於上車時先確認一次設於巴士上的收費器，並於下車時將再次確認一次設於巴士站的收費器； - 而使用現金的乘客，需於上車時先收取前往龍鼓灘之分段收費，並於下車時於車前門下車並補付差額，以完成全程車費交易。 - 往屯門站方向，於曾咀靈灰安置所站上車，付款方式如下： - 使用八達通的乘客，需於上車時先確認一次設於巴士站的收費器，然後於將八達通再次確認一次設於巴士上的收費器，以完成全程車費交易； - 使用全月通2（屯門—南昌）、全月通3（屯門—紅磡）、屯門—南昌全日通或港鐵認可之指定智能車票的乘客，需於上車時先確認一次設於巴士站的收費器，然後於再次確認一次設於巴士上的收費器； - 而使用現金的乘客，需於上車時收取全程收費，以完成全程車費交易。 - 合資格學生使用「學生身份」個人八達通繳付車資，可享有特惠車費優惠，費用相等於小童車費，如以現金繳付車費，則必須繳付成人車費。 - 65歲或以上長者使用「樂悠咭」，以及合資格殘疾人士（包括12歲以下合資格殘疾兒童）使用「殘疾人士身份」個人八達通（包括「樂悠咭」）繳付車資，可享有每程$2.0或特惠車費（以較低者為準）的票價優惠（往來曾咀的車程亦可享免費轉乘港鐵重鐵網絡（機場快綫除外）／輕鐵）；65歲或以上長者如使用長者或一般個人八達通繳付車資，則只可享有相等於小童車費優惠；12至64歲殘疾人士如以現金繳付車費，則必須繳付成人車費。 - 60至64歲香港居民使用「樂悠咭」繳付車資，可享有每程$2.0或成人車費（以較低者為準）的票價優惠（往來曾咀的車程亦可享免費轉乘港鐵重鐵網絡（機場快綫除外）／輕鐵），如以現金繳付車費，則必須繳付成人車費。 - 持有全月通2（屯門—南昌）或全月通3（屯門—紅磡）之乘客在車票有效期內確認八達通乘搭本路綫，可獲免費（包括往來曾咀的車程）。 - 持有屯門—南昌全日通、遊客全日通或港鐵認可之指定智能車票之乘客在車票有效期內確認有效車票，可獲免費乘搭本路綫（包括往來曾咀的車程）。 - 所有港鐵車票（包括但不限於輕鐵車票、港鐵紀念車票及搭十送一車票等；不包括屯門—南昌全日通及指定日子使用的紀念車票），不會獲得免費轉乘優惠。 - 每位成人乘客可免費攜帶最多兩名3歲以下而不佔座位的兒童乘客乘車，超額之3歲以下小童必須繳付小童車費乘車。 - 港鐵公司職員及家屬（不包括外判職員）可免費乘搭本路綫（包括往來曾咀的車程），惟必須拍職員或職員家屬八達通。 - 使用八達通的乘客，於上車拍卡後一小時內轉乘港鐵重鐵網絡（機場快綫除外）／輕鐵，或於港鐵重鐵網絡（機場快綫除外）出閘／輕鐵出站後一小時內轉乘本綫，本路綫車資可獲減免（除長者／殘疾人士使用八達通、「樂悠咭」、全月通2（屯門—南昌）、全月通3（屯門—紅磡）、機場快綫旅遊票或上述指定智能車票外，車資減免只適用於往來屯門站至龍鼓灘之車程，往來曾咀的車程須補付全程收費與分段收費之差額）。 - 如轉乘模式為輕鐵／港鐵巴士→港鐵（屯馬綫）→輕鐵／港鐵巴士，整個轉乘行程不可超過兩小時。 |

## 使用車輛
520線開辦時，龍鼓灘路只是一條設有避車處單線雙程行車的鄉村小路，只能以小型巴士行走，故當初以豐田Coaster 24座位小巴行走，而當時的龍鼓灘總站，位於村公所前。後來客量增加，便改用三菱FUSO 9.7米單層巴士（301-318）行走。A51線則使用都城嘉慕Metrobus 9.7米巴士行走。
全新雙線雙程行車的龍鼓灘路通車後，本線加入 富豪B10M 11米（401-415）及丹尼士飛鏢（501-503）行走，龍鼓灘總站的位置，亦由龍鼓灘村公所前，遷至現有總站。
1999年，新龍鼓灘路落成，客流量亦因而大增，本線改用丹尼士三叉戟（601-622）行走；2004-2005年，九鐵接收前新巴的丹尼士三叉戟（701-753），遂加入本線行走。
輕鐵部的富豪奧林比安（225-239）退役前亦會偶爾出現於此線。
現時，本線使用9部輕鐵部Enviro 500 MMC（504-542、544-549）和富豪B9TL（319-386）的雙層11.3米巴士行駛。Enviro 500 11.3米（825-833）及Enviro 400（140-150）偶爾亦會行走本路線。
由龍鼓灘單向往蝴蝶輕鐵站的特別班次則選用閒置率較高的亞歷山大丹尼士Enviro 200（901-911）單層巴士。
而Enviro 500 12米（801-804）、Enviro 500 MMC Facelift 12米（860-862）則會行走K52A線。

## 行車路線

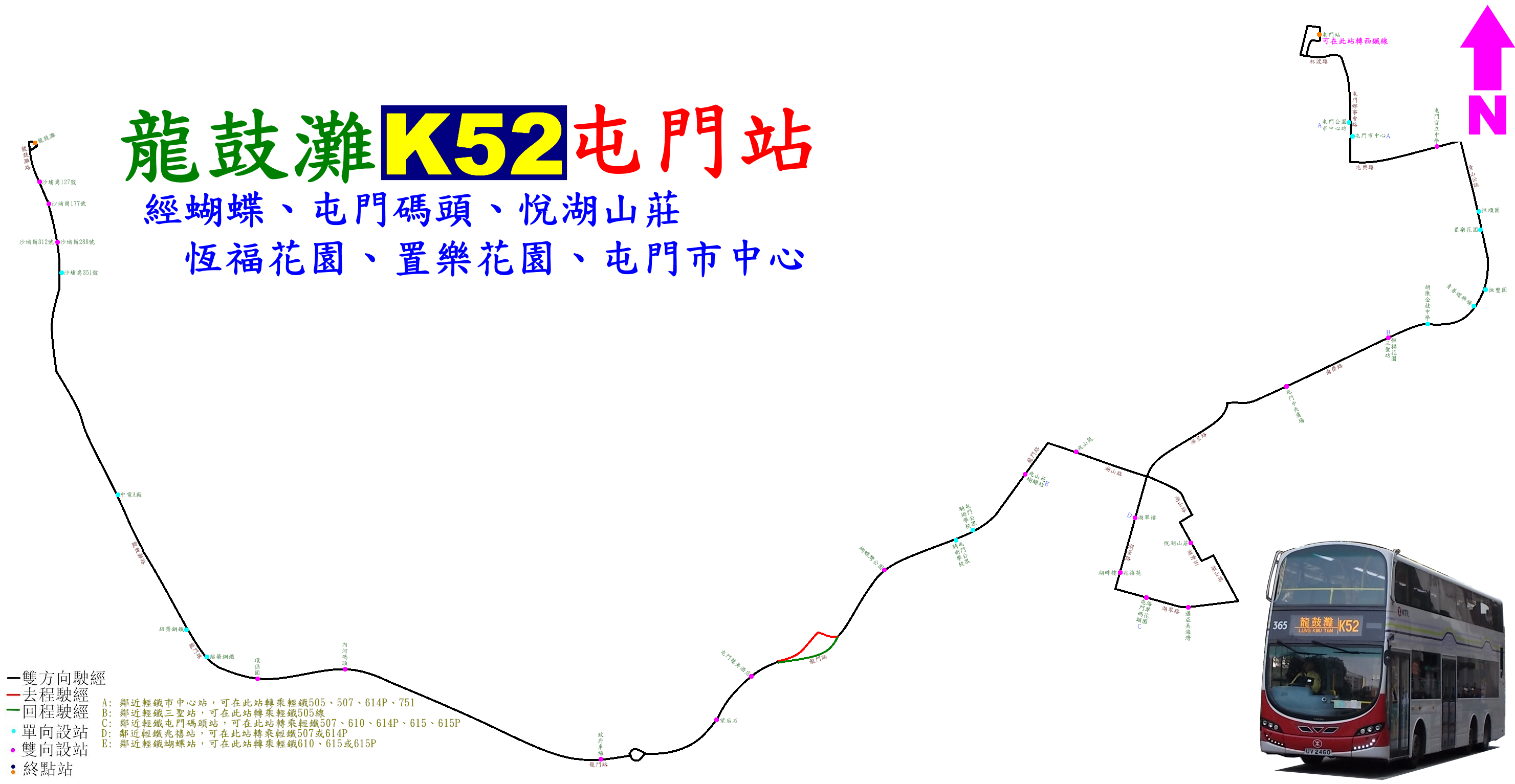
K52線的走線圖

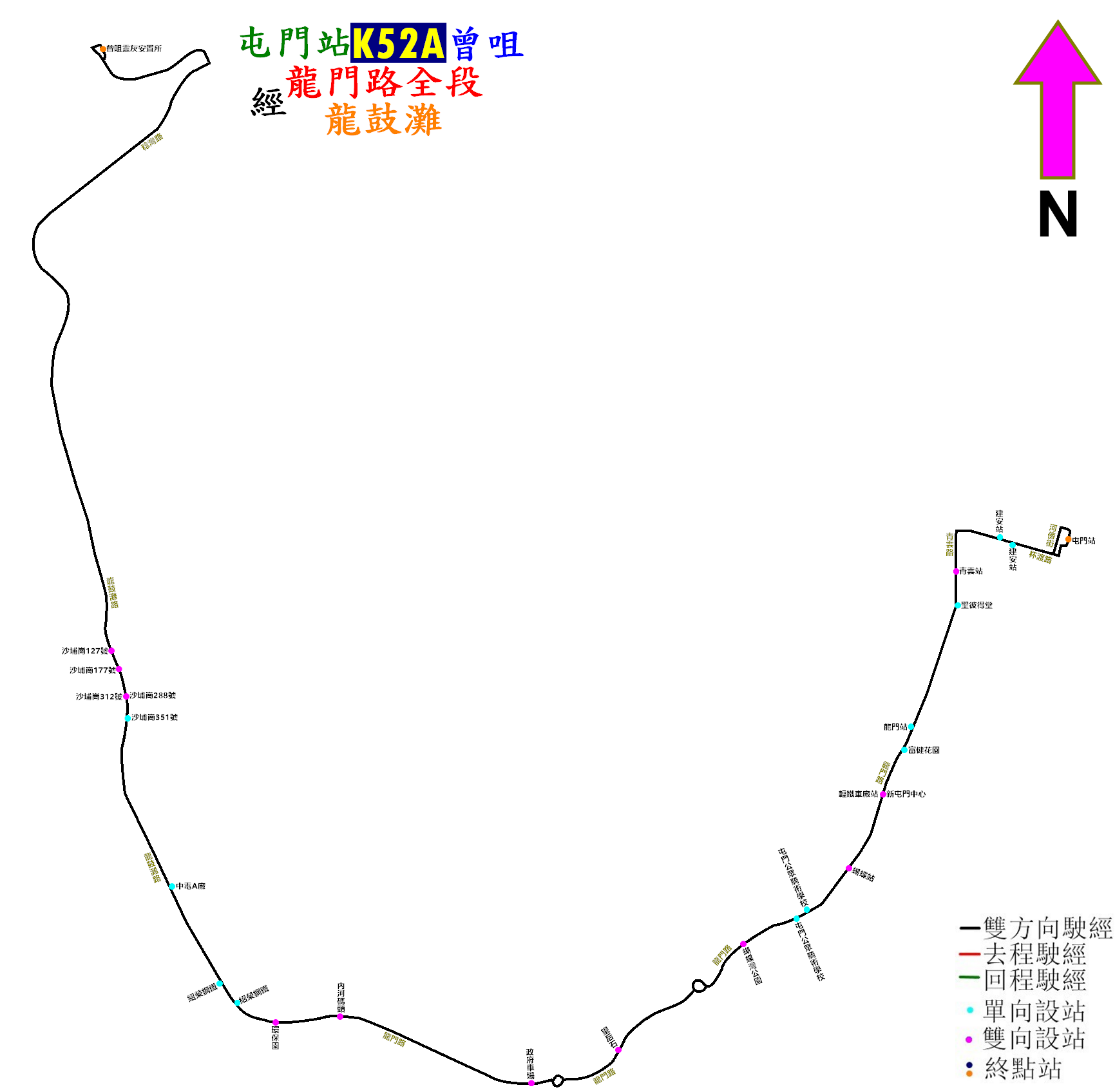
K52A線的走線圖

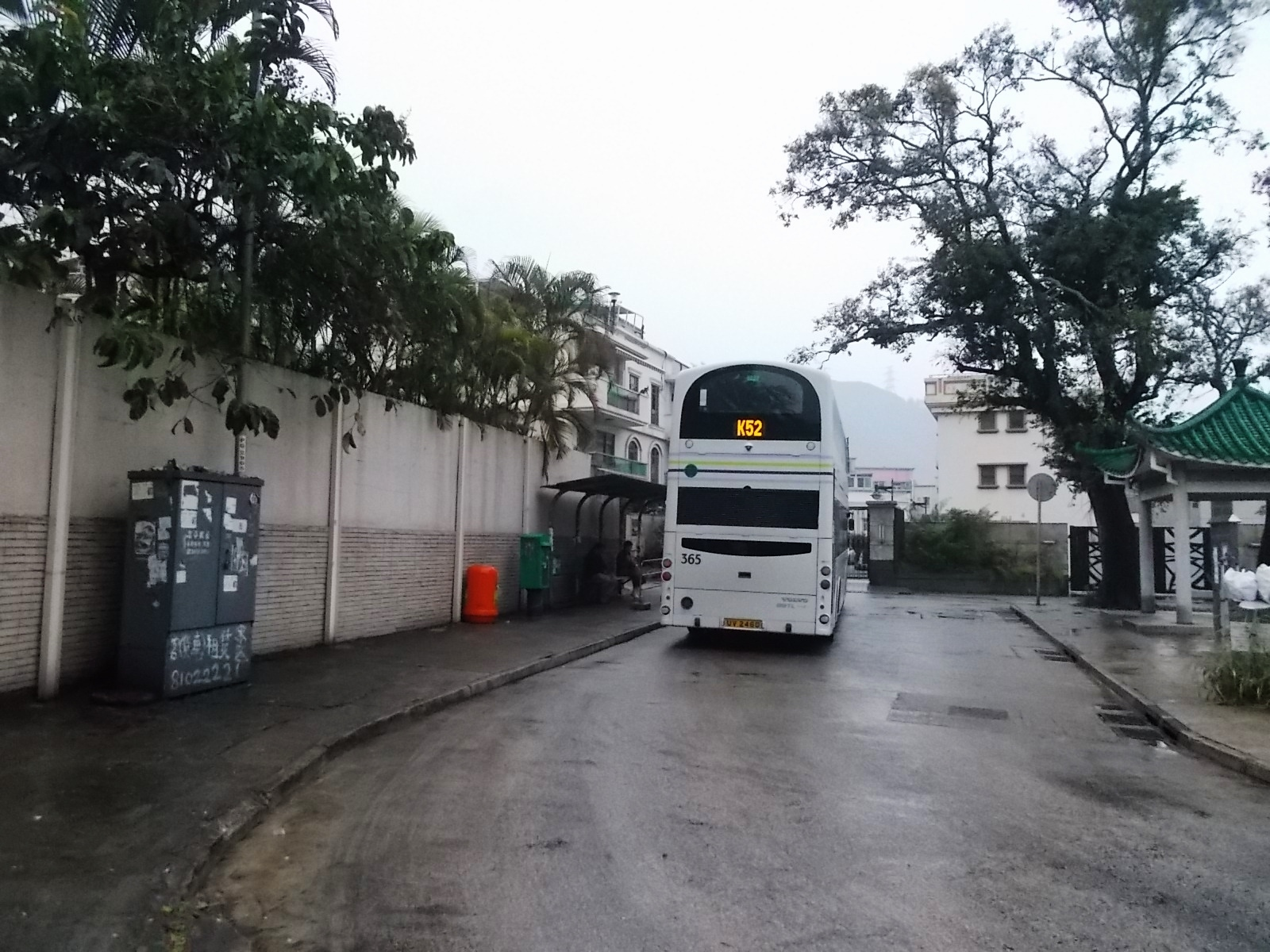
龍鼓灘巴士總站

K52綫由悅湖山莊開出的班次途經湖秀街、湖安街、湖山路、湖翠路、湖景路、海皇路、海榮路、青山公路－青山灣段、屯興路、屯門鄉事會路、杯渡路、河傍街、屯門站公共運輸交匯處、河傍街、仁政街、屯門鄉事會路、杯渡路、青雲路、龍門路及龍鼓灘路前往龍鼓灘；由龍鼓灘開出的班次途經龍鼓灘路、龍門路、青雲路、杯渡路、屯門鄉事會路、屯興路、青山公路－青山灣段、海榮路、海皇路、湖景路、湖翠路、湖山路及湖秀街前往悅湖山莊，具體停站請參考資訊框。K52A綫為K52綫的輔助綫，由屯門站開出的班次途經杯渡路、青雲路、龍門路、龍鼓灘路、稔灣路及曾咀靈灰安置所通路前往曾咀；由曾咀開出的班次途經曾咀靈灰安置所通路、稔灣路、龍鼓灘路、龍門路、青雲路、杯渡路及河傍街前往屯門站，具體停站請參考資訊框。K52P綫為K52綫的單向輔助綫，所有班次均由龍鼓灘開出，並經龍鼓灘路、龍門路、湖山路、湖安街、湖秀街、湖山路、湖翠路、湖景路、湖山路、龍門路、青雲路、杯渡路及河傍街前往屯門站，具體停站請參考資訊框。

## 利用狀況
本綫為屯門區內主要巴士路綫，更是龍鼓灘、踏石角、屯門內河碼頭一帶唯一公共交通服務。
由於沿綫有很多工業設施（如：中華電力位於踏石角的青山發電廠和屯門內河碼頭），另外也有乘客乘坐本綫由置樂一帶往返屯門碼頭及屯門市中心，所以上下班時間客量不俗，更成為屯門區3條主要屯馬綫接駁巴士路綫之一（506綫、K51綫及本綫）。而在龍鼓灘附近亦有不少具生態價值的地方，亦有不少的小型燒烤場和小型賽車場，故假日該綫亦有不少客流。

## 相關事件
- 2014年11月21日：下午二時許，一輛往屯門站方向的丹尼士三叉戟（607／JS5899）在湖翠路近屯門碼頭與一列行走507綫的輕鐵（1093）相撞，共23人受傷；涉事巴士車長因危險駕駛被判監12個月。[17][18]肇事巴士最終於2017年5月19日退役。
- 2022年9月27日，一名乘客發現巴士下層某座椅上插著一支利針，遂向車長報告，車長將巴士駛至屯門站後報警求助。警方翻查巴士閉路電視片段後，拘捕14歲男疑犯。[19]

## 外部連結
- 港鐵巴士K52綫路線圖 （页面存档备份，存于）
- 港鐵巴士K52綫 （页面存档备份，存于）